# Chris Smalling
Christopher Lloyd „Chris“ Smalling (* 22. listopadu 1989, Londýn, Greenwich, Anglie, Spojené království) je anglický profesionální fotbalista a bývalý reprezentant, který hraje na pozici středního obránce za italský klub AS Řím.

## Klubová kariéra

### Maidstone United
Narodil se v Londýně, fotbal začal hrát ve věku devíti let za Waldersdale boys. Poté, co se mu nepodařilo uchytit v některé z fotbalových akademií, začal hrát za dorost v klubu Maidstone United a pokračoval ve svém vzdělávání na jazykové škole. V Maidstone United hrál v letech 2007–2008.

### Fulham
V květnu 2008 podepsal smlouvu s Middlesbrough na dva roky. Ale brzy byl kontrakt zrušen, protože se obával, že se mu bude stýskat po domově. Právě proto v červnu roku 2008 uzavřel smlouvu s lonýdnským klubem Fulhamem, který hraje v Premier League. Do prvního zápasu za Fulham zasáhl v květnu roku 2009, když nahradil v 77. minutě Aarona Hughese. Svůj první start za Fulham zaznamemenal v poháru UEFA 17. září 2009 ve venkovním zápase proti CSKA Sofia, který skončil 1–1. V Premier League poprvé nastoupil v základní sestavě 28. prosince na Stamford Bridge proti Chelsea. Fulham tehdy prohrál 2–1 a Chris Smalling si dal rozhodující vlastní gól v 75. minutě zápasu.

### Manchester United
27. ledna 2010 oznámil klub Manchester United, že s Chrisem podepsali smlouvu. Chris Smalling zůstal ve Fulhamu do sezóny 2009/10, než se v sezóně 2010/11 připojil ke klubu United. Jeho přestup byl oficiálně potvrzen 1. července. V dresu rudých ďáblů debutoval ve vítězném přátelském utkání proti Celticu Glasgow v Rogers Centru, v Torontu. Poprvé za Manchester United skóroval 30. července v přátelském zápase proti Chivas Guadalajara, který hráči Manchesteru prohráli. V Premier League debutoval ve vítězném zápase proti West Hamu United, kde nastoupil v 74. minutě za Jonnyho Evanse. První start v Lize mistrů zaznamenal 15. září v utkání proti Glasgow Rangers, které skončilo remízou 0-0. Poprvé hrál v Premier League celých devadesát minut ve vítězném utkání proti Stoke City.

### AS Řím
V létě 2019 odešel Smalling po neuspokojivých výkonech do italského AS Řím. Jeho výkonnost zde opět stoupla, ačkoliv již ne na takovou úroveň, jakou měla v době, kdy byl pravidelným členem reprezentačního týmu Anglie.

## Reprezentační kariéra
Smalling nastupoval za anglické mládežnické reprezentace U20, U21.
V A-mužstvu Anglie debutoval 2. 9. 2011 v přátelském utkání v Sofii proti domácímu týmu Bulharska (výhra 3:0).
Trenér Roy Hodgson jej vzal na Mistrovství světa 2014 v Brazílii, kde Angličané vypadli již v základní skupině D, obsadili s jedním bodem poslední čtvrtou příčku.

Pod vedením trenéra Roye Hodgsona se zúčastnil i EURA 2016 ve Francii, kam se Anglie suverénně probojovala bez ztráty bodu z kvalifikační skupiny E.